# 汤姆·范登布鲁克
汤姆·范登布鲁克（荷蘭語：Tom van den Broek，1980年8月28日—），荷兰男子赛艇运动员。他曾代表荷兰参加德国慕尼黑举行的2007年世界赛艇锦标赛，获得男子轻量级八人单桨有舵手金牌。